# 베르나르 아카
베르나르 아카(프랑스어: Bernard Ackah), 1972년 4월 9일, 독일에서 태어나 2살 때 일본으로 건너갔고 국적은 코트디부아르다. 1998년에는 한국 연세대학교에서 태권도를 2년간 배웠다.

## 격투기 전적

### 종합격투기 전적
- 11전 5승 6패

| 경기일자         | 상대            | 결과 | 내용            | 대회                                                |
| ---------------- | --------------- | ---- | --------------- | --------------------------------------------------- |
| 2007년 10월 28일 | 포아이 스가누마 | 패   | 1R 3분 5초 암바 | K-1 Olympia Hero's Korea 2007                       |
| 2007년 7월 16일  | 멜빈 맨호프     | 패   | 1R 2분 13초 KO  | K-1 Hero's - Middle Weight Tournament Opening Round |
| 2007년 6월 2일   | 조니 모튼       | 승   | 1R 38초 KO      | K-1 다이너마이트 USA 2007                           |
| 2007년 3월 12일  | 신현표          | 승   | 1R 1분 11초 KO  | K-1 - Hero's 8                                      |

### 입식 타격기 전적
- 6전 2승 4패(0 KO)

| 경기일자         | 상대            | 결과 | 내용           | 대회                             |
| ---------------- | --------------- | ---- | -------------- | -------------------------------- |
| 2008년 8월 16일  | 타카모리 케이고 | 패   | 1R 1분 36초 KO | 글래디에이터 한일 친선격투기대회 |
| 2008년 6월 29일  | 나카사코 츠요시 | 패   | 3R 판정        | K-1 월드 GP 2008 in fukuoka      |
| 2008년 4월 26일  | 니시와키 케이치 | 승   | 3R 판정        | 전 일본 킥복싱 연맹 Spring Storm |
| 2007년 12월 31일 | 모리 아키오     | 패   | 3R 1분 26초 KO | K-1 다이너마이트 2007            |

### 정보
주 베이스는 태권도, 가라테이다. K-1 히어로즈 데뷔전에서 신현표, 조니 모튼을 격침시키면서 2번의 승리 행진을 했지만 멜빈 맨호프, 포아이 스가누마같은 강한 상대들을 만나면서 실력차를 절실하게 느꼈다. 입식 경기에서는 모리 아키오, 나카사코 츠요시라는 경험많은 파이터들을 3R까지 접전을 펼치면서 투혼을 불사른 바가 있다.